# Peter Nowalk
Peter Nowalk là một nhà văn và nhà sản xuất truyền hình người Mỹ.
Nowalk được sinh ra tại Point Pleasant, New Jersey và học tại Brown University. Ông là đồng tác giả của The Hollywood Assistants Handbook, được xuất bản bởi Workman Books vào năm 2008. Cùng năm đó, ông bắt đầu làm việc cho show truyền hình về y học Shonda Rhimes, Grey's Anatomy như một nhà văn và sau đó là nhà biên tập và giám sát sản xuất. Ông cũng là đồng sản xuất của show truyền hình nổi tiếng Scandal. Nowalk đã viết "Everything's Coming Up Mellie", tập 7, mùa 3 của Scandal năm 2013.
Nowalk là nhà sáng lập và nhà sản xuất điều hành của hãng của show How to Get Away with Murder thuộc ABC sản xuất bởi ShondaLand.
Nowalk đã công khai rằng ông là người đồng tính.

## Credits
- Grey's Anatomy (2008-2013, writer - 11 episodes, story editor - 40 episodes, supervising producer/producer - 69 episodes)
- Scandal (2013–2018, co-executive producer, writer - Episode "Everything's Coming Up Mellie")
- How to Get Away with Murder (2014–present, executive producer, creator, showrunner)